# Dicranomyia (Dicranomyia) mosselica
Dicranomyia (Dicranomyia) mosselica is een tweevleugelige uit de familie steltmuggen (Limoniidae). De soort komt voor in het Afrotropisch gebied.